# Hội trường Chợ lớn ở Budapest

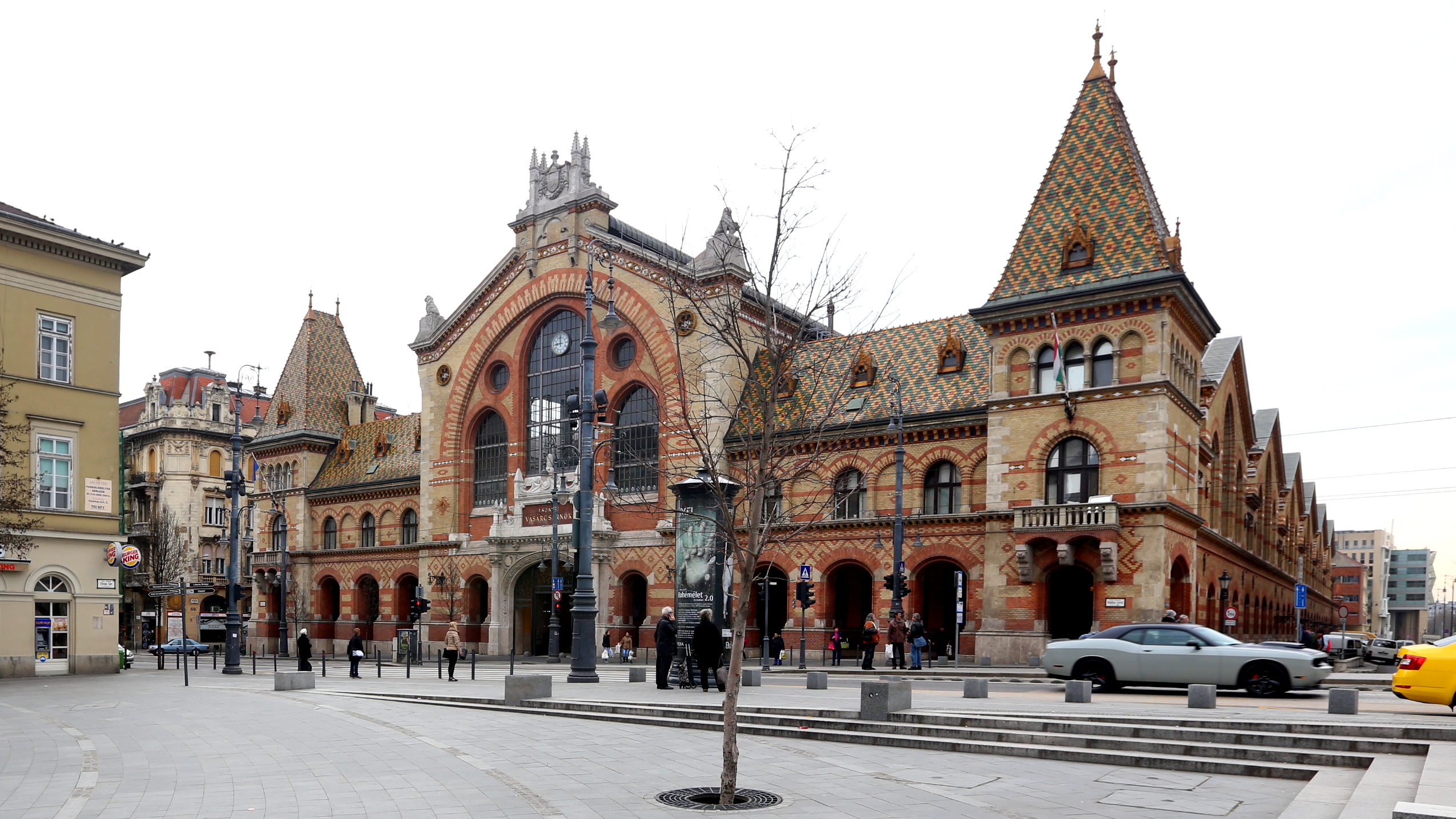
Hội trường Chợ lớn (2016)

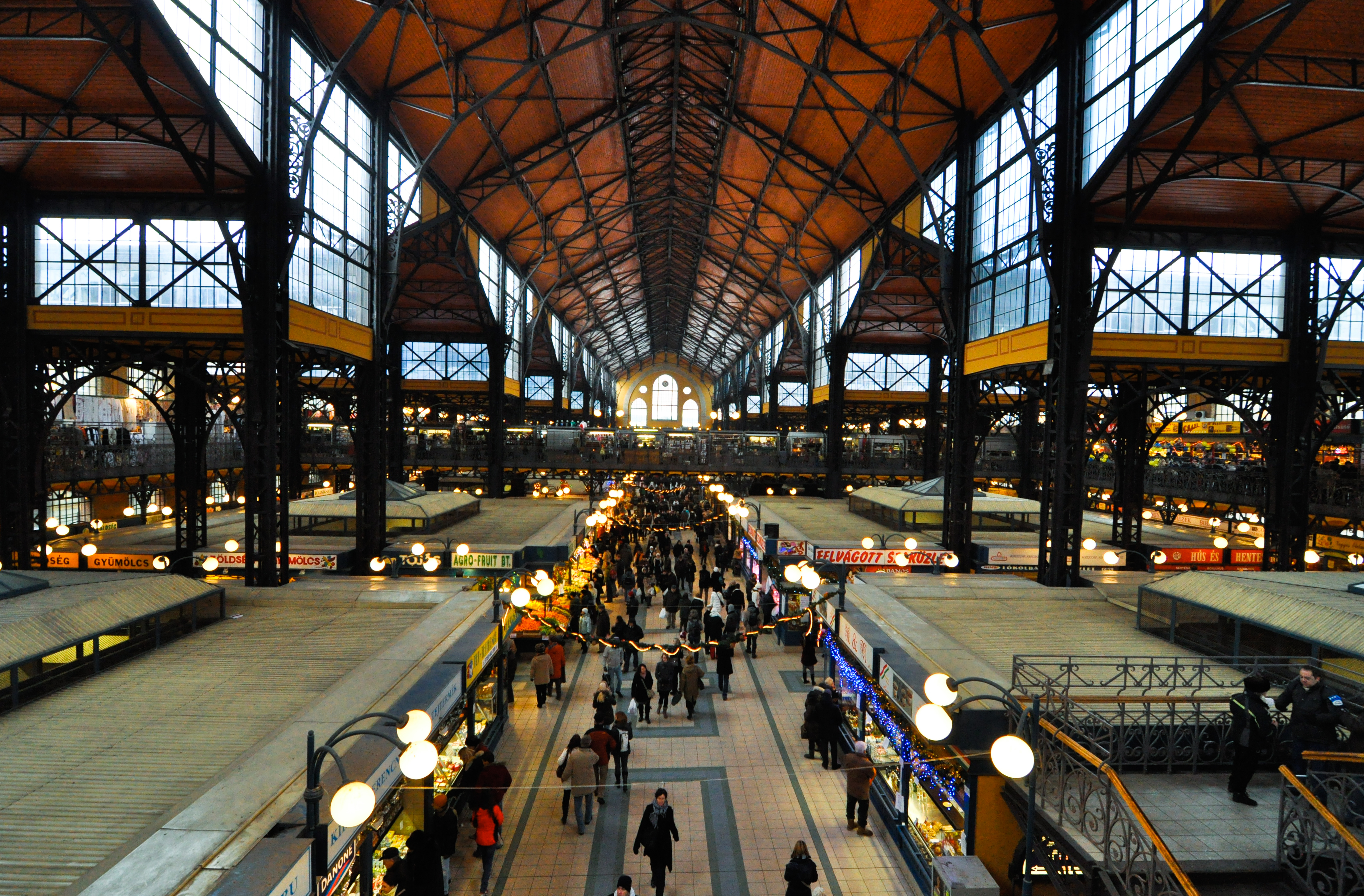
Ảnh chụp bên trong

Hội trường Chợ lớn, hay Hội trường Chợ trung tâm (tiếng Hungary: "Nagy Vásárcsarnok" hoặc "Központi Vásárcsarnok") là một ngôi chợ có mái che (trong nhà) lớn nhất và lâu đời nhất ở Budapest, Hungary. Tòa nhà hội trường nằm ở cuối phố Váci (Váci utca), gần cầu Tự do và Đại học Kinh tế Corvinus tại quảng trường Fővám (Fővám tér). Ngôi chợ này có tên trong danh sách di tích. Hiện nay, hội trường Chợ lớn là một trong những trung tâm mua sắm nổi tiếng nhất ở thủ đô Budapest được người dân địa phương và khách du lịch thường xuyên ghé thăm.

## Lịch sử
Tòa nhà được xây dựng dựa theo thiết kế của kiến trúc sư người Hungary Samu Pecz vào năm 1897. Trong Chiến tranh thế giới thứ hai, hội trường Chợ lớn đã bị thiệt hại đáng kể. Năm 1991, công trình cải tạo tòa nhà được tiến hành nhằm khôi phục lại vẻ đẹp lộng lẫy như ban đầu của ngôi chợ. Năm 1997, tòa nhà được mở cửa trở lại. Hội trường Chợ lớn được trao giải thưởng FIABCI Prix d'Excellence (giải thưởng quốc tế danh giá trong lĩnh vực kiến trúc) vào năm 1999.

## Mô tả
Hội trường Chợ lớn có rất nhiều gian hàng ở cả ba tầng. Cổng vào được thiết kế theo phong cách tân cổ điển. Quy mô của tòa nhà lên đến 10.000 mét vuông. Các quầy hàng ở tầng trệt chủ yếu là các sản phẩm thịt, bánh ngọt, kẹo, gia vị và rượu mạnh. Ở đây có thể tìm thấy một số đặc sản như: rượu Tokaji, đồ ăn nhẹ Turó Rudi (một món ăn nhẹ phổ biến của Hungary được làm từ sữa có phủ bên ngoài lớp sô-cô-la), xúc xích Hungary và xúc xích Ý. Tầng thứ 2 có các quán ăn và quầy hàng bán đồ lưu niệm. Tầng hầm là các gian bán cá, rau củ quả và một số ít cửa hàng bán thịt chuyên dụng.

## Hình ảnh

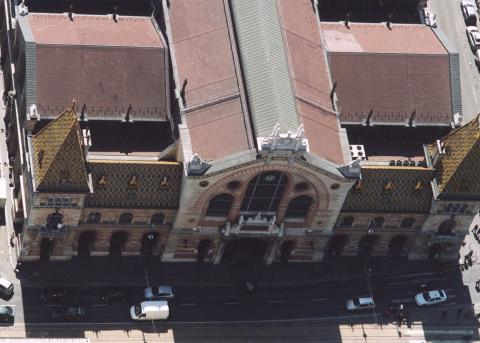
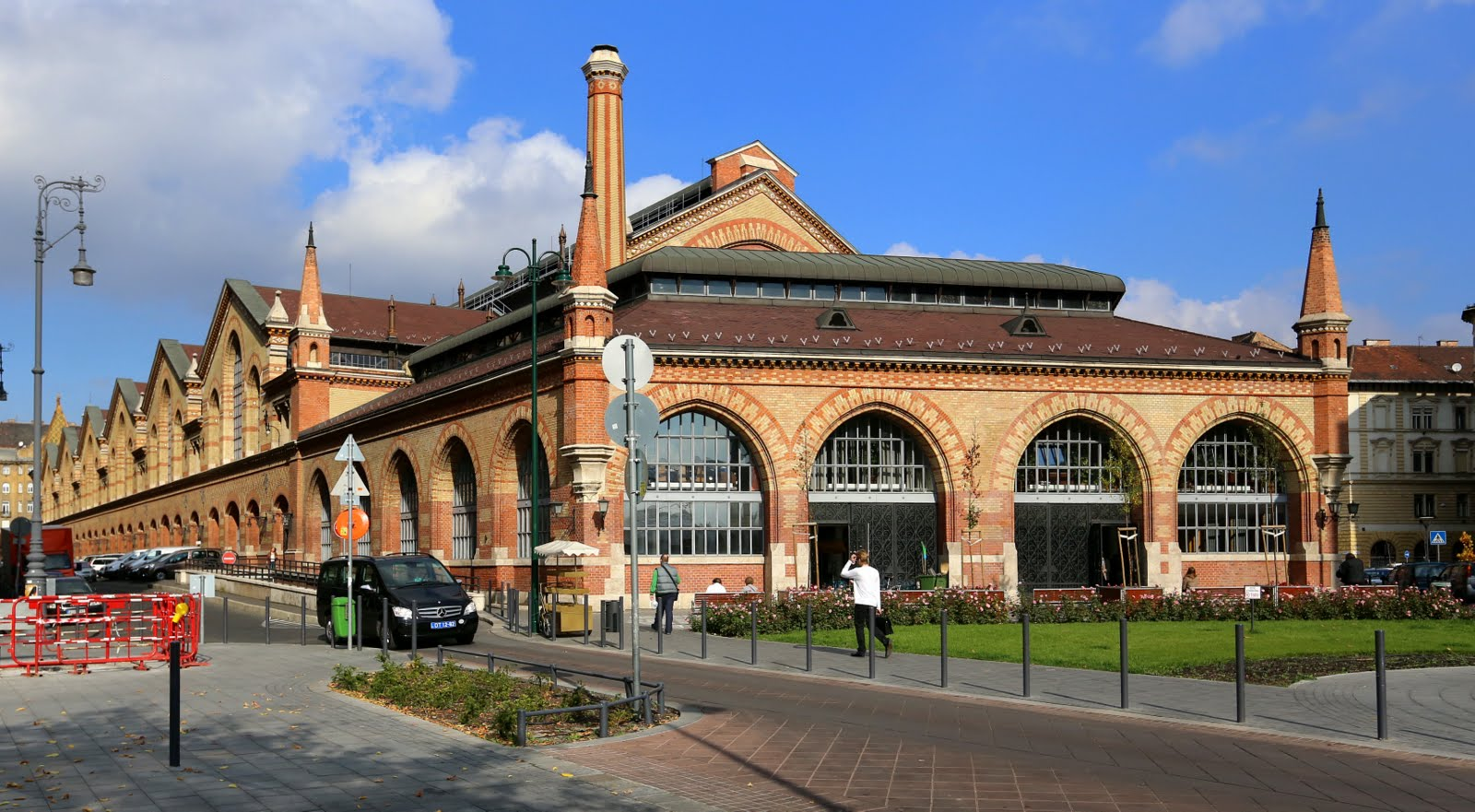
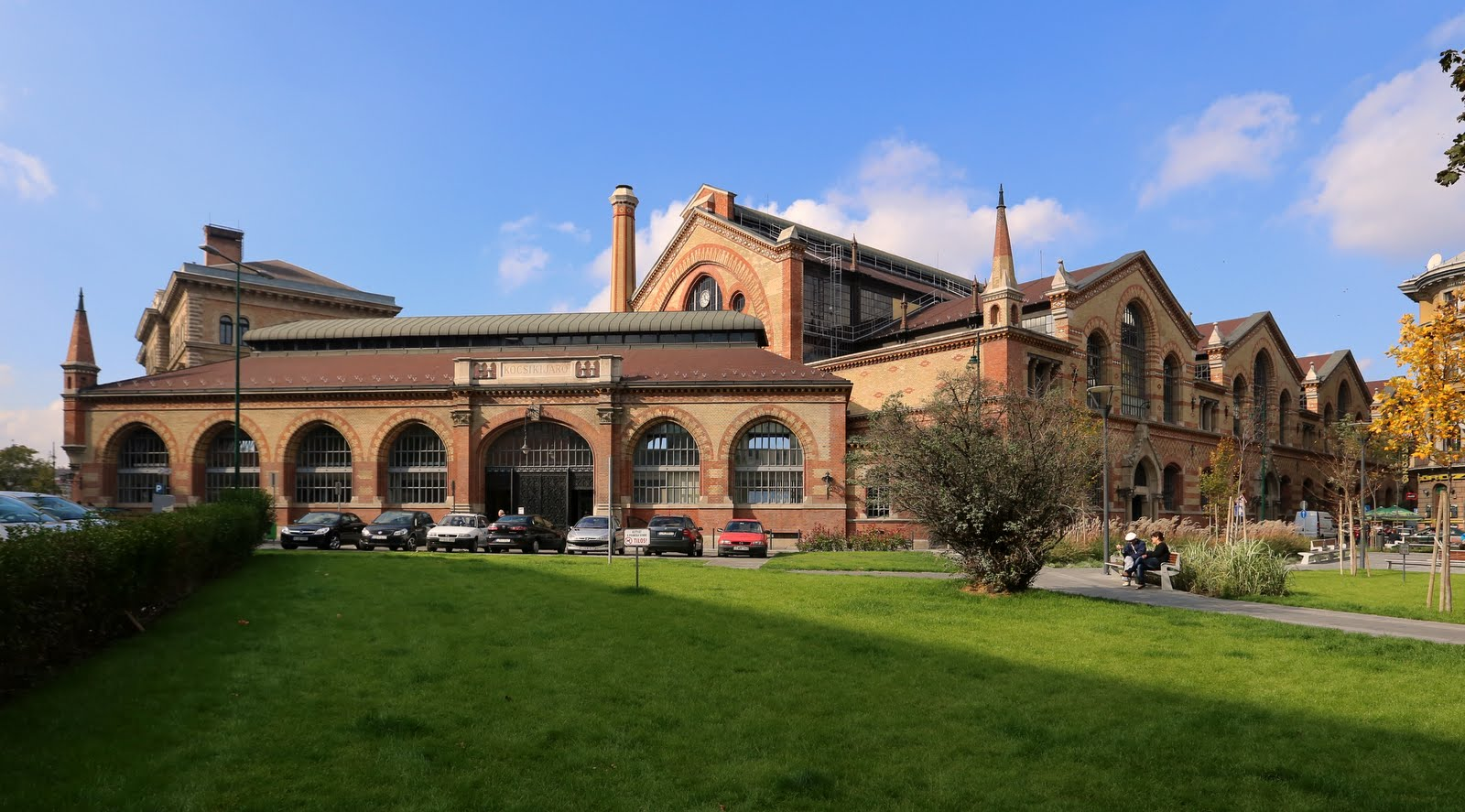
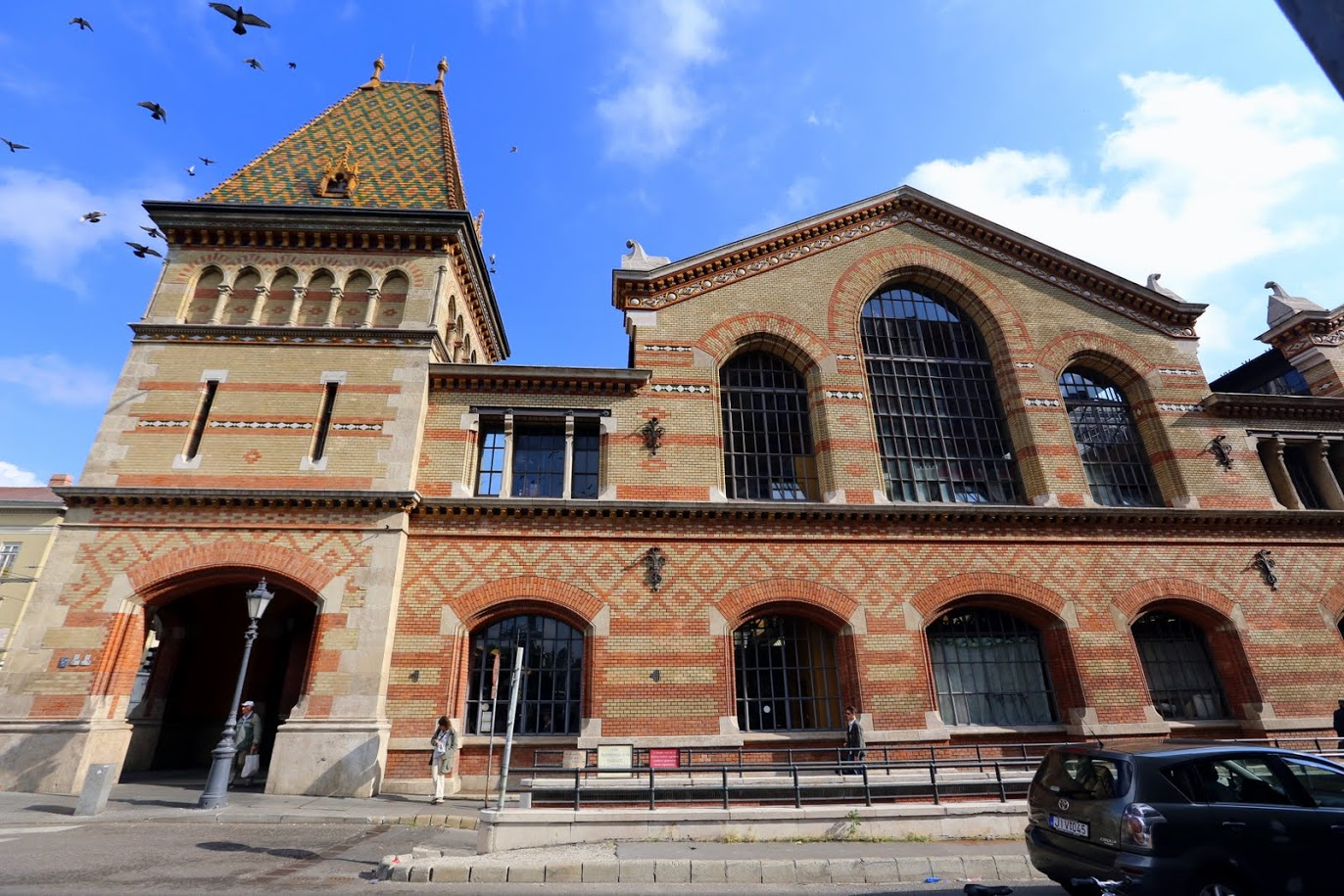
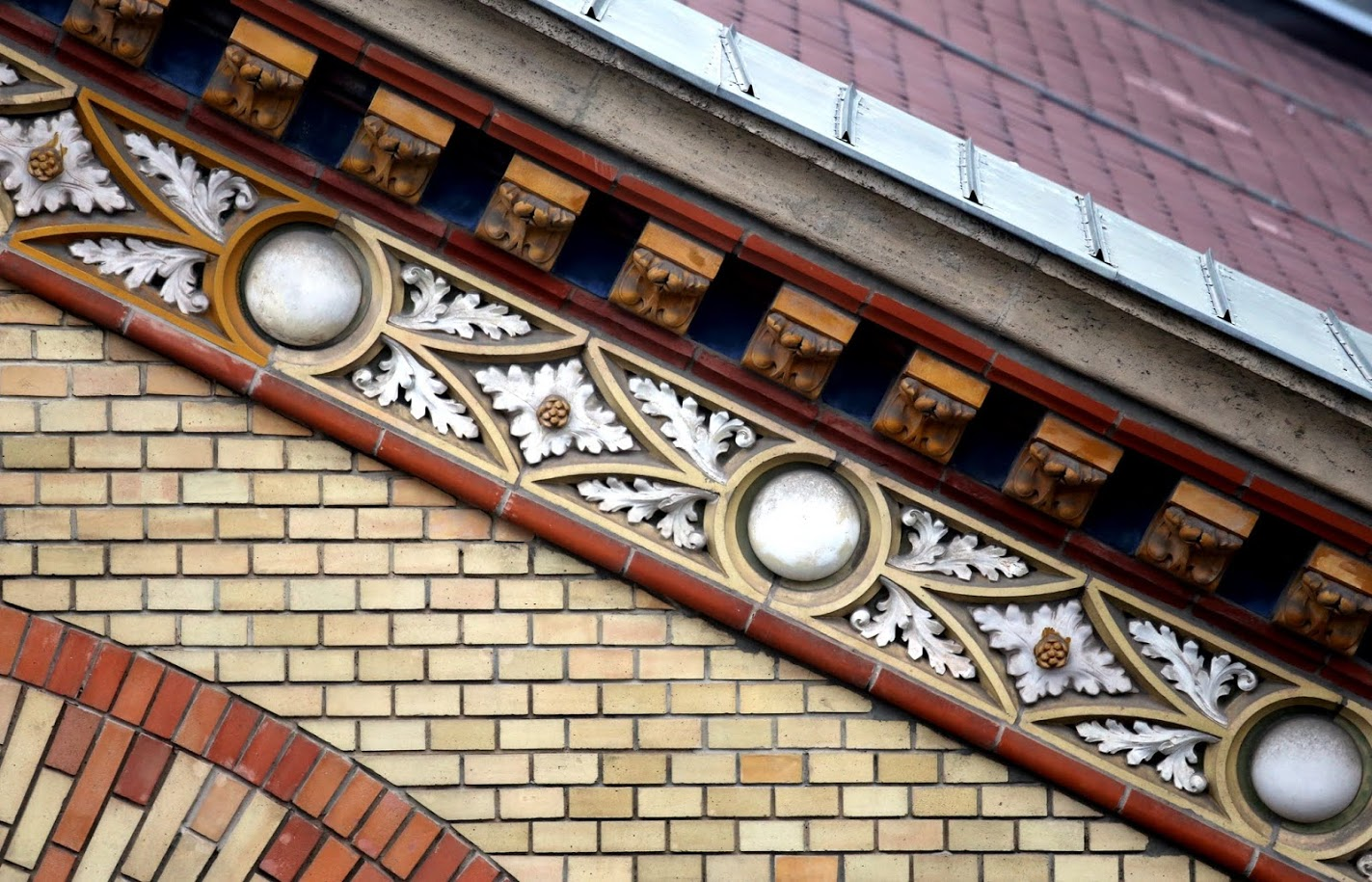
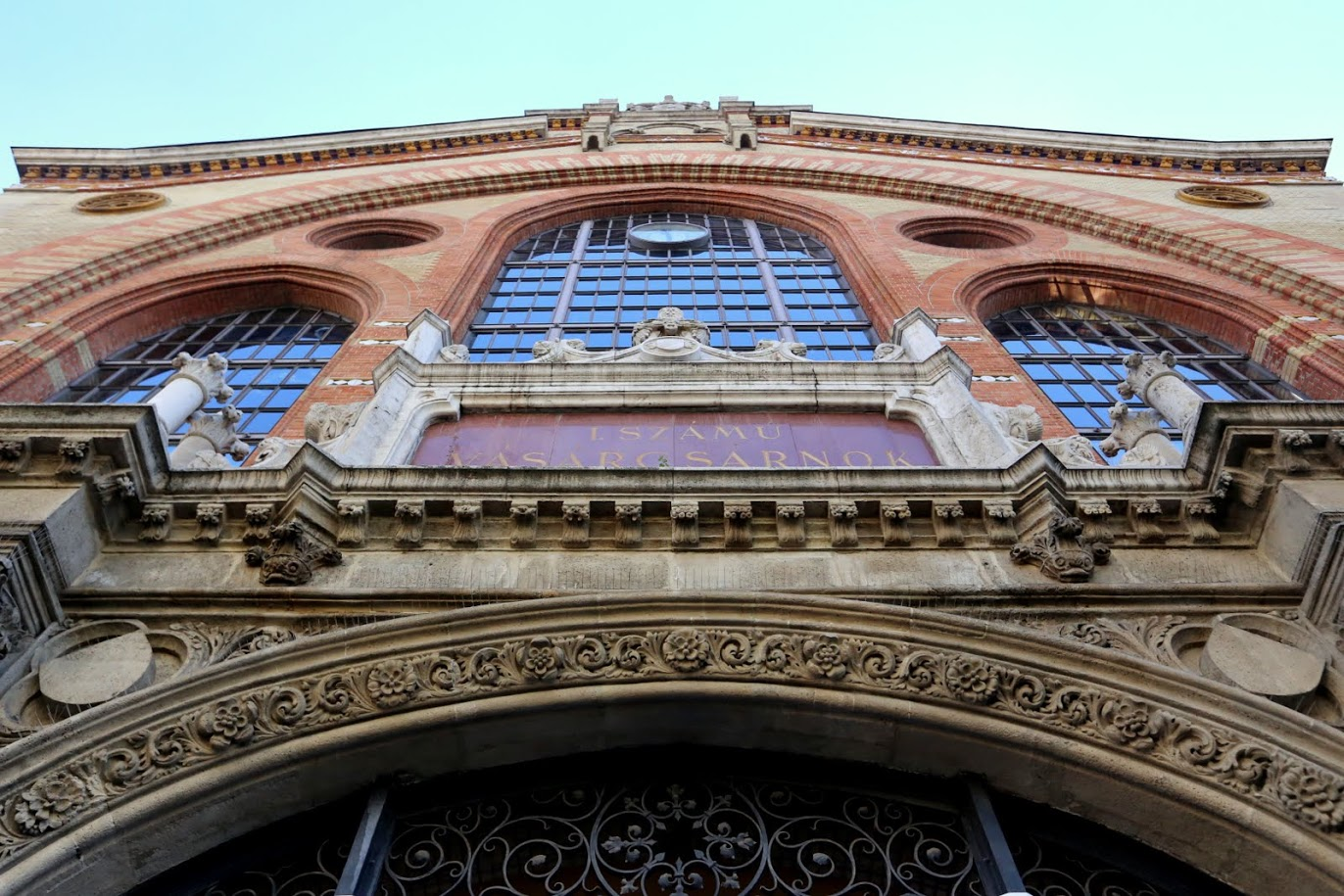
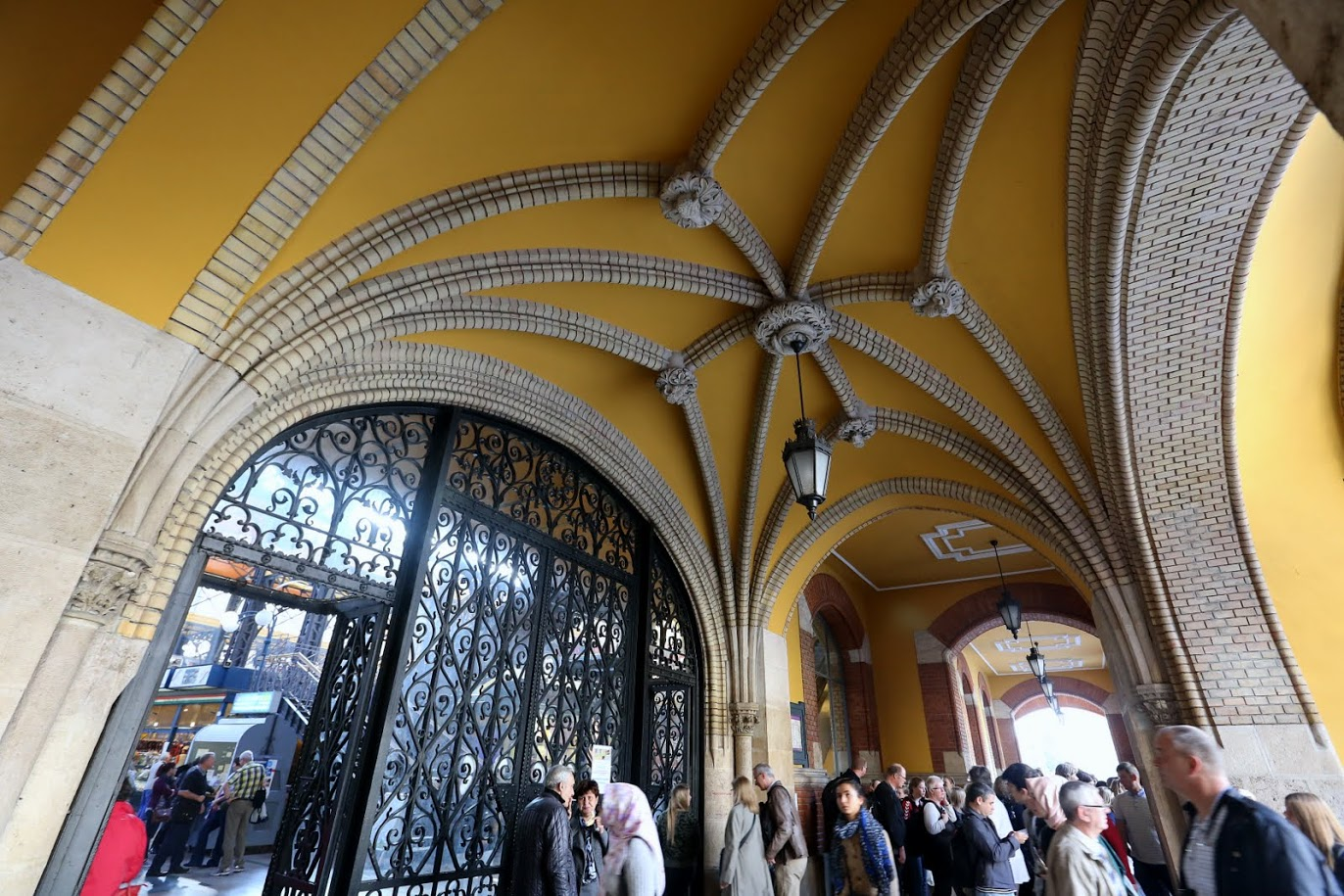
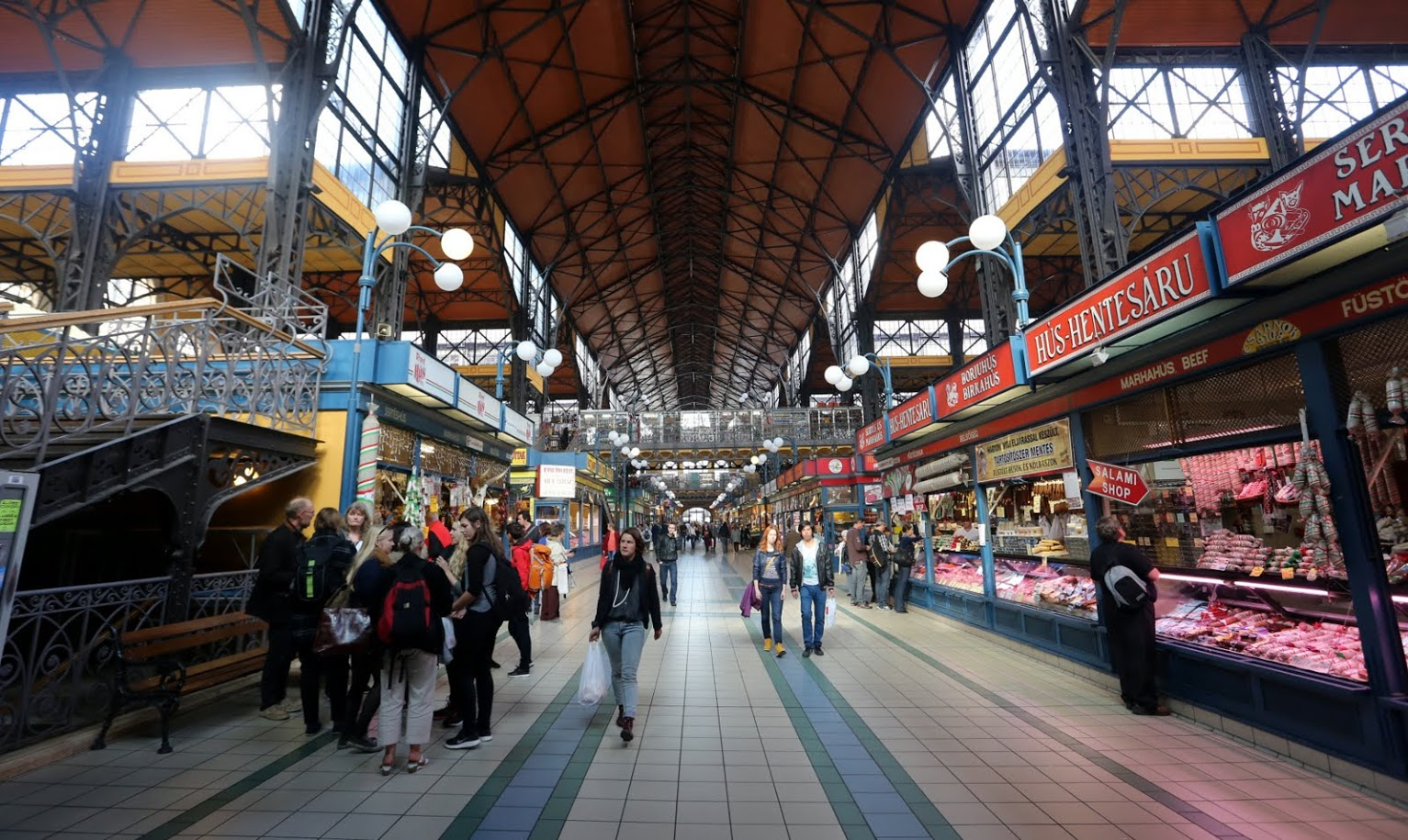
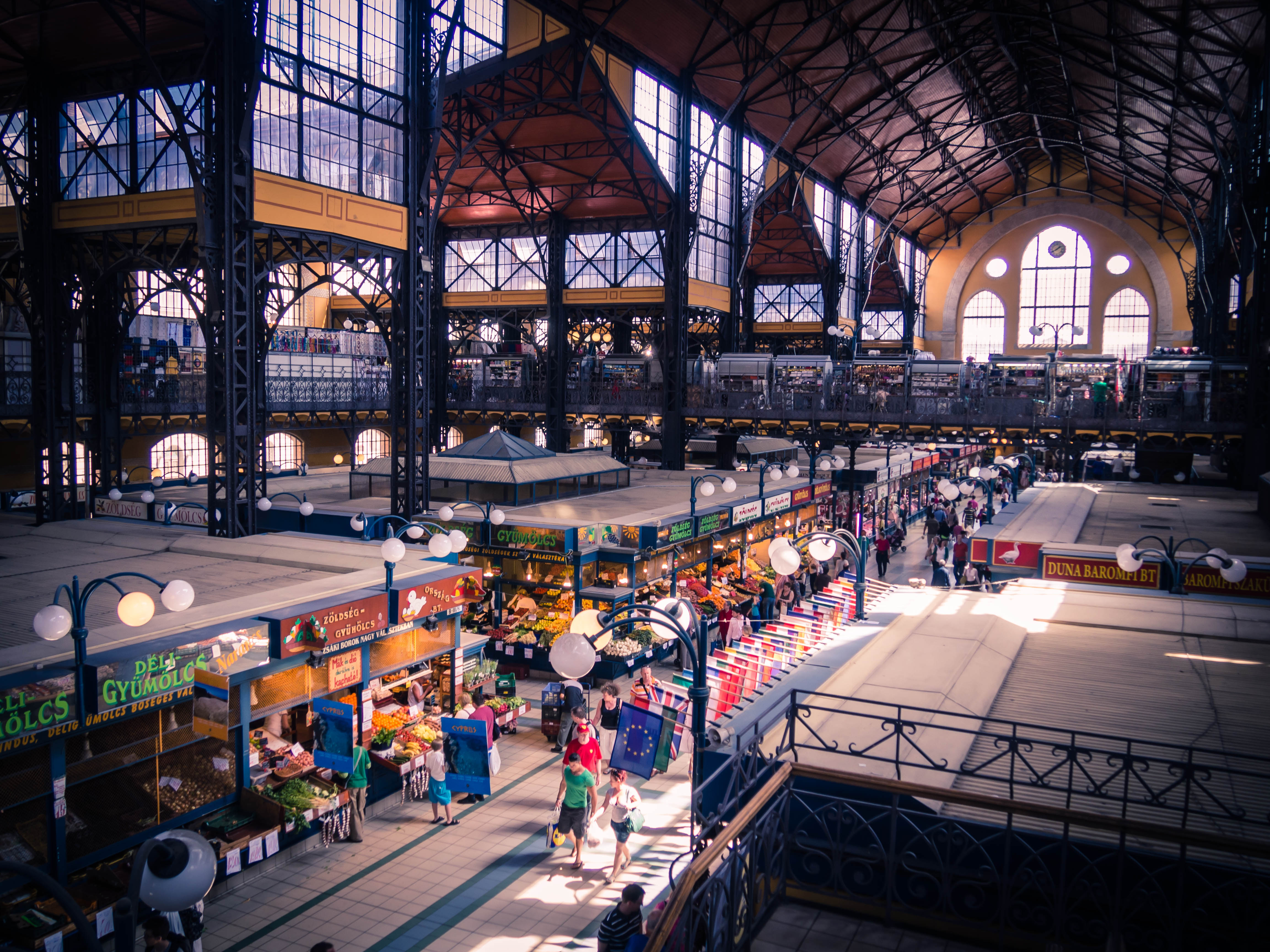
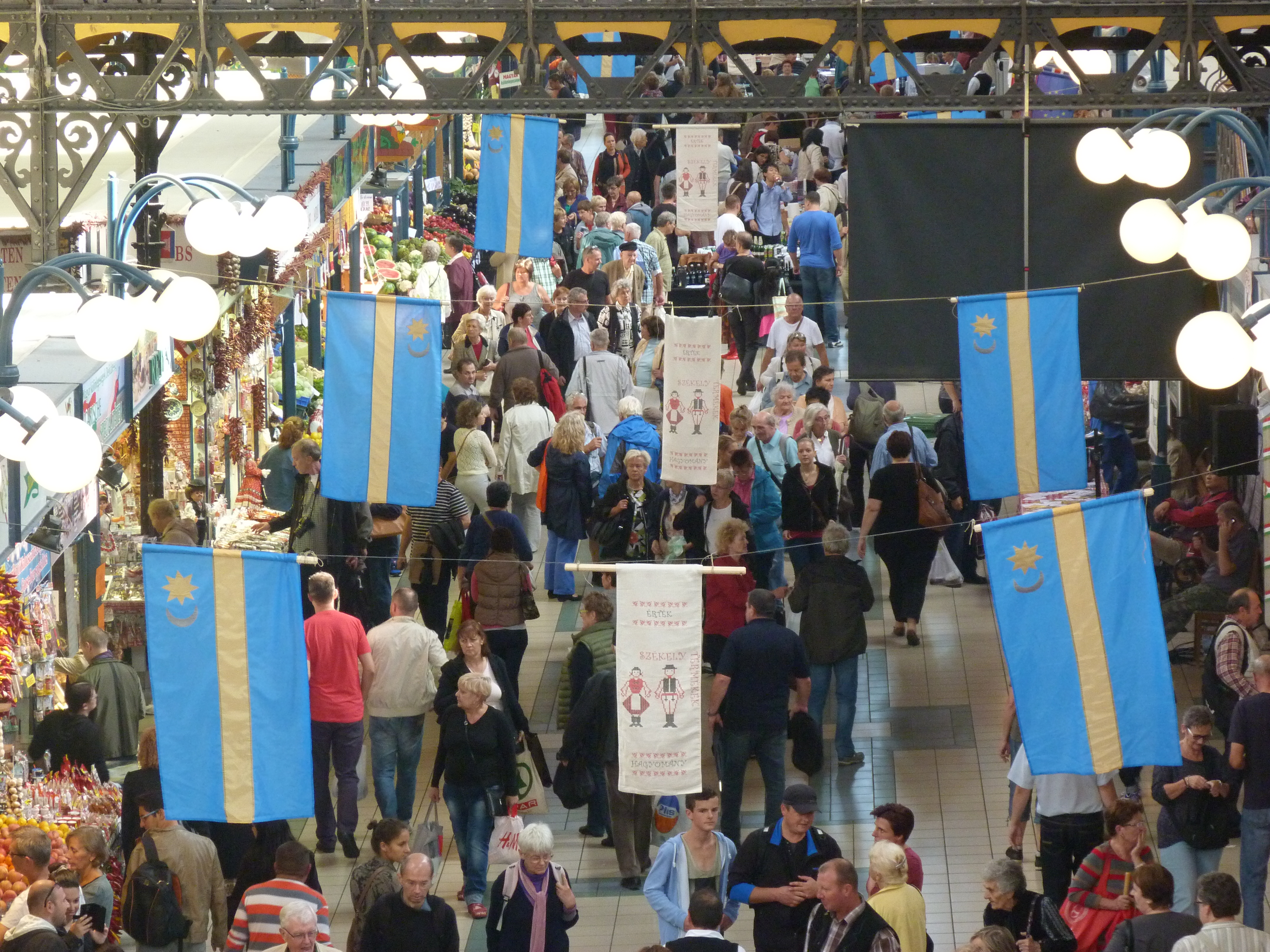
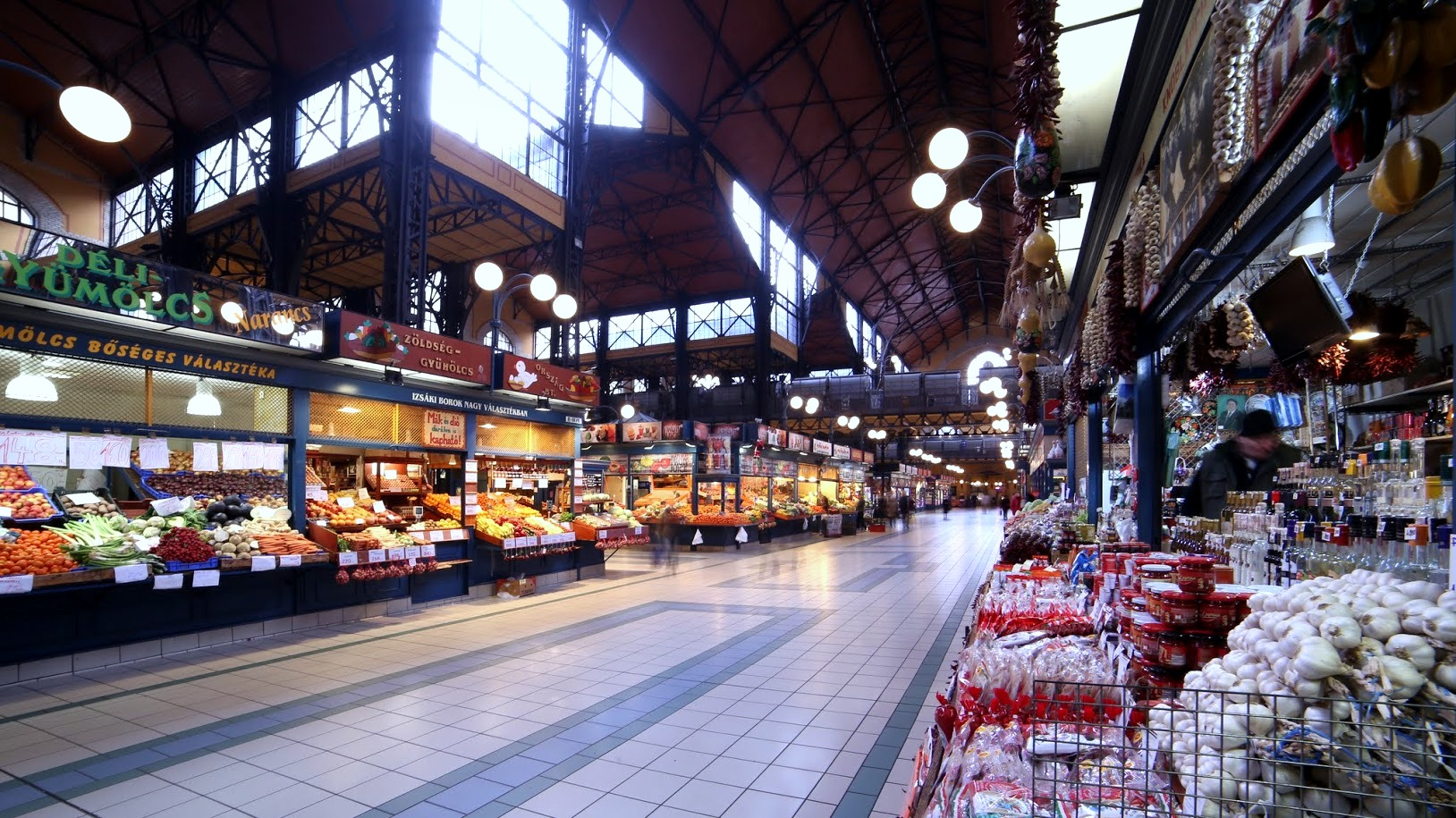
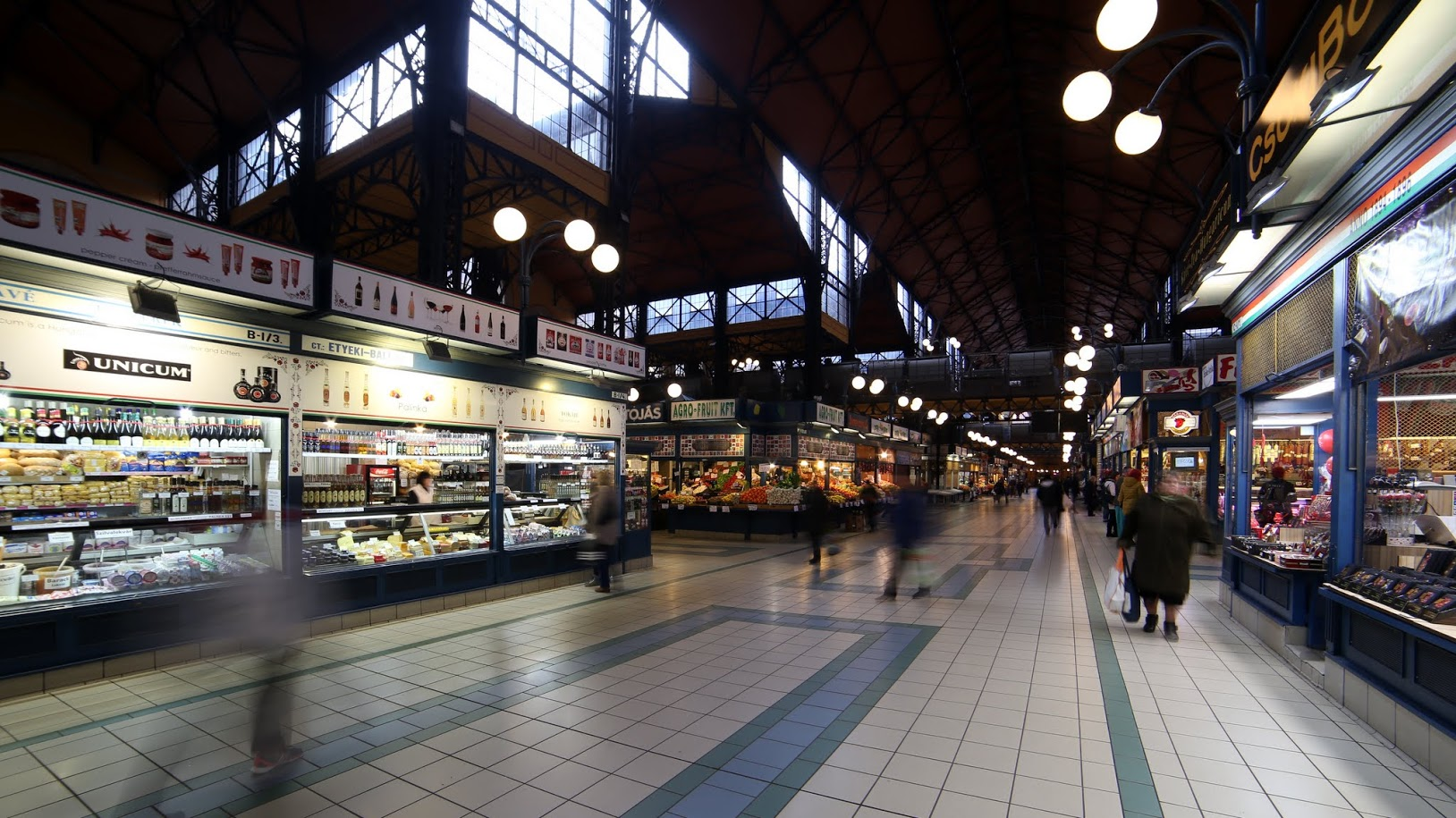
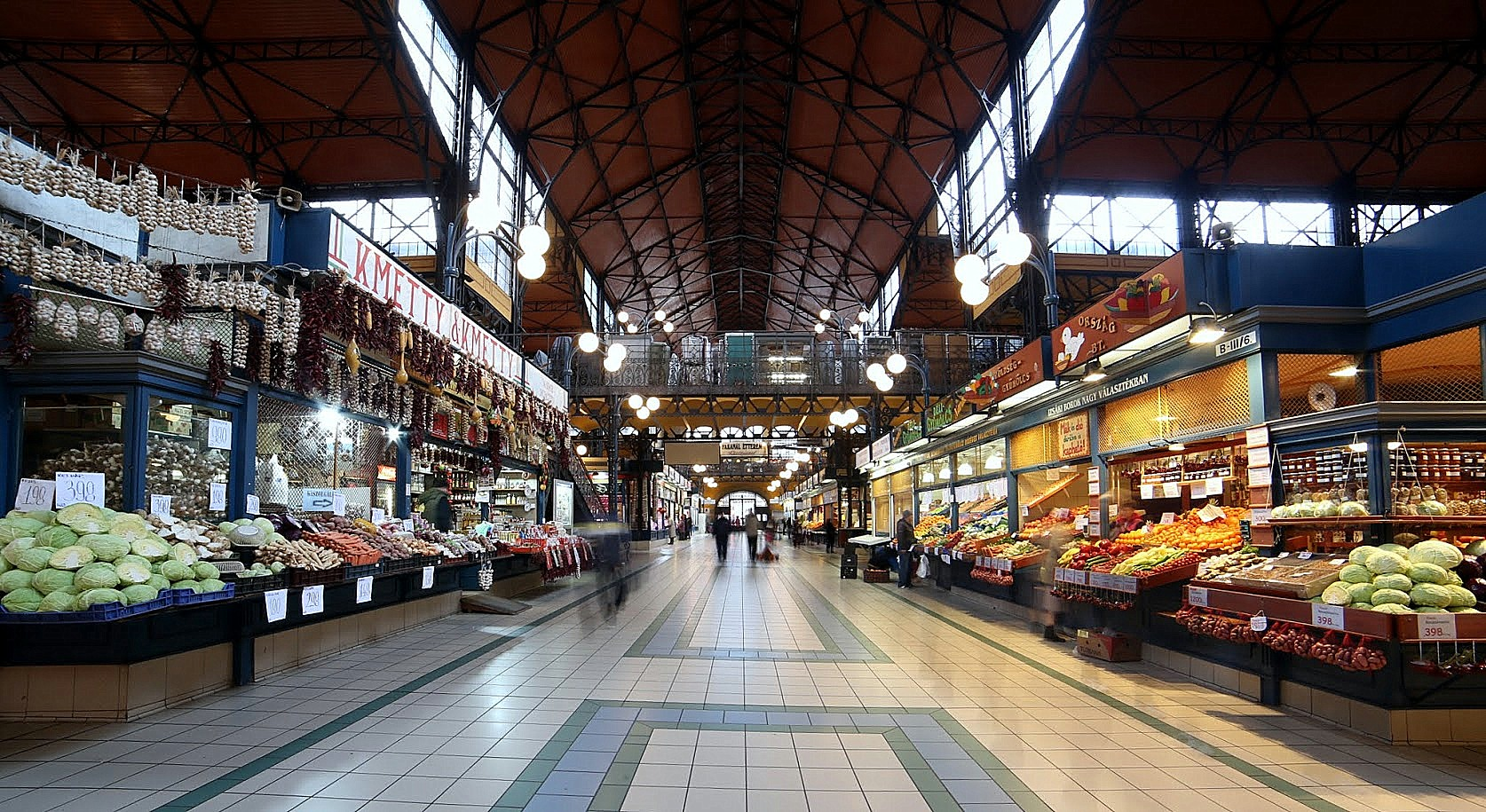
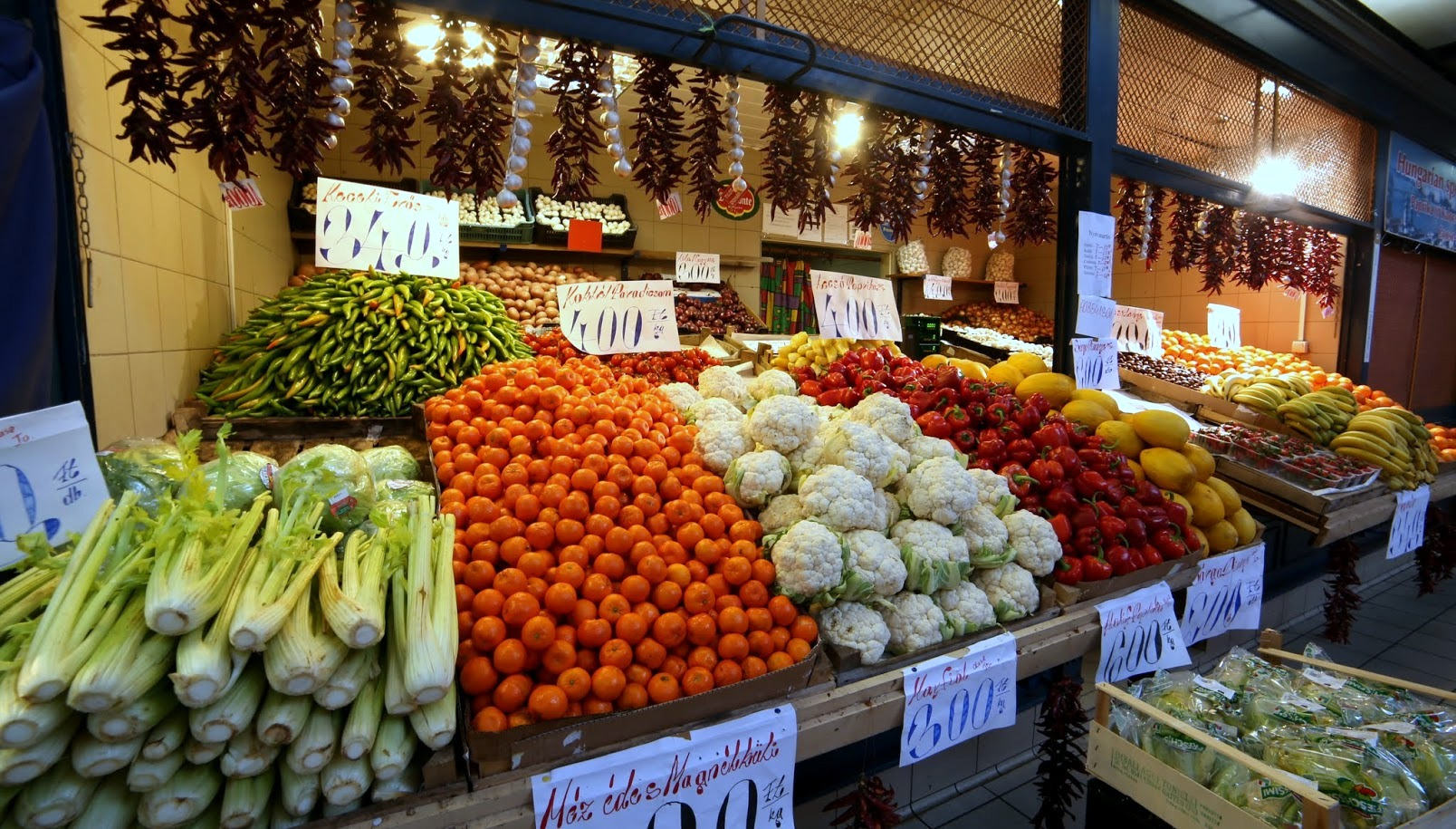
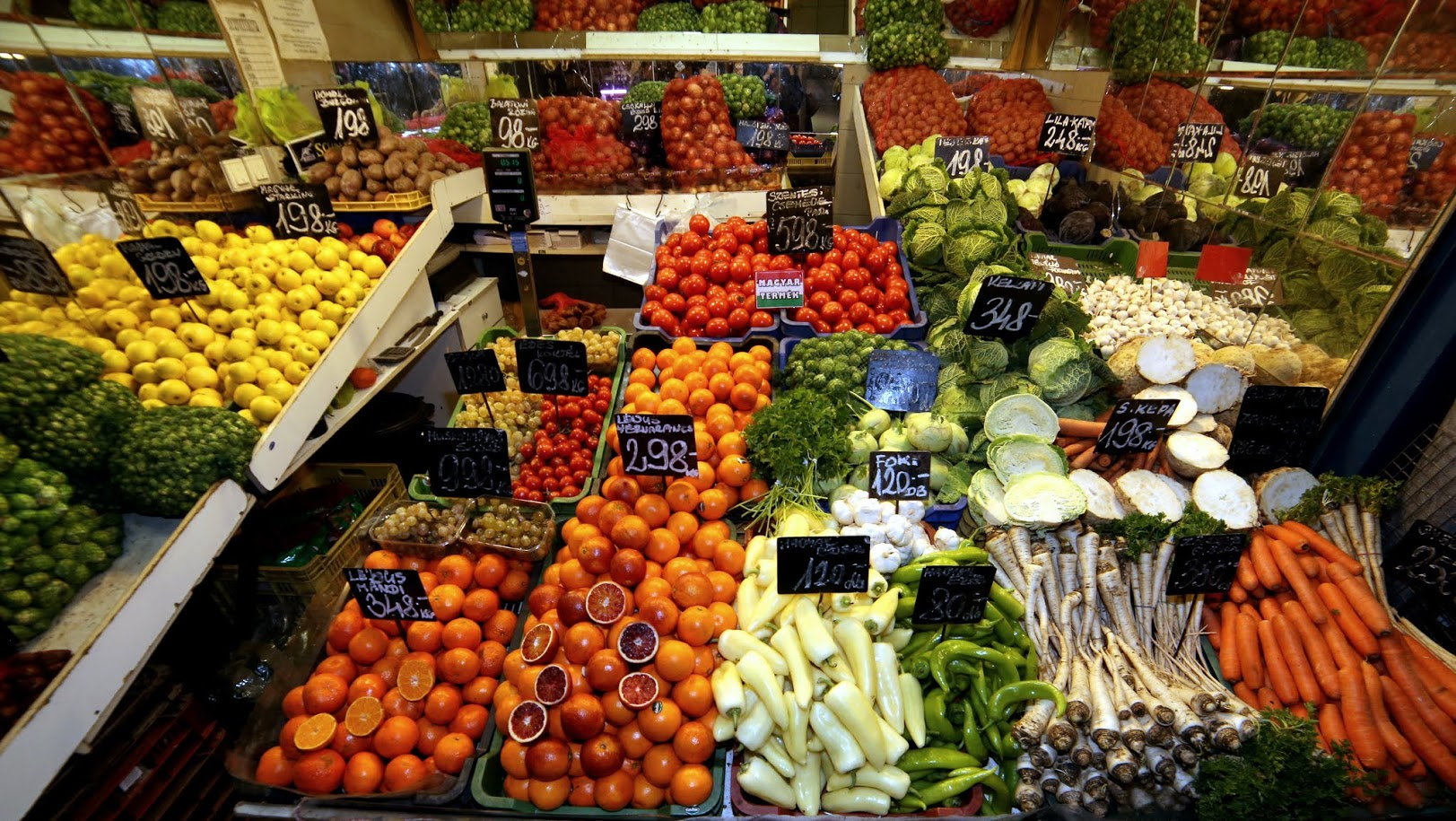
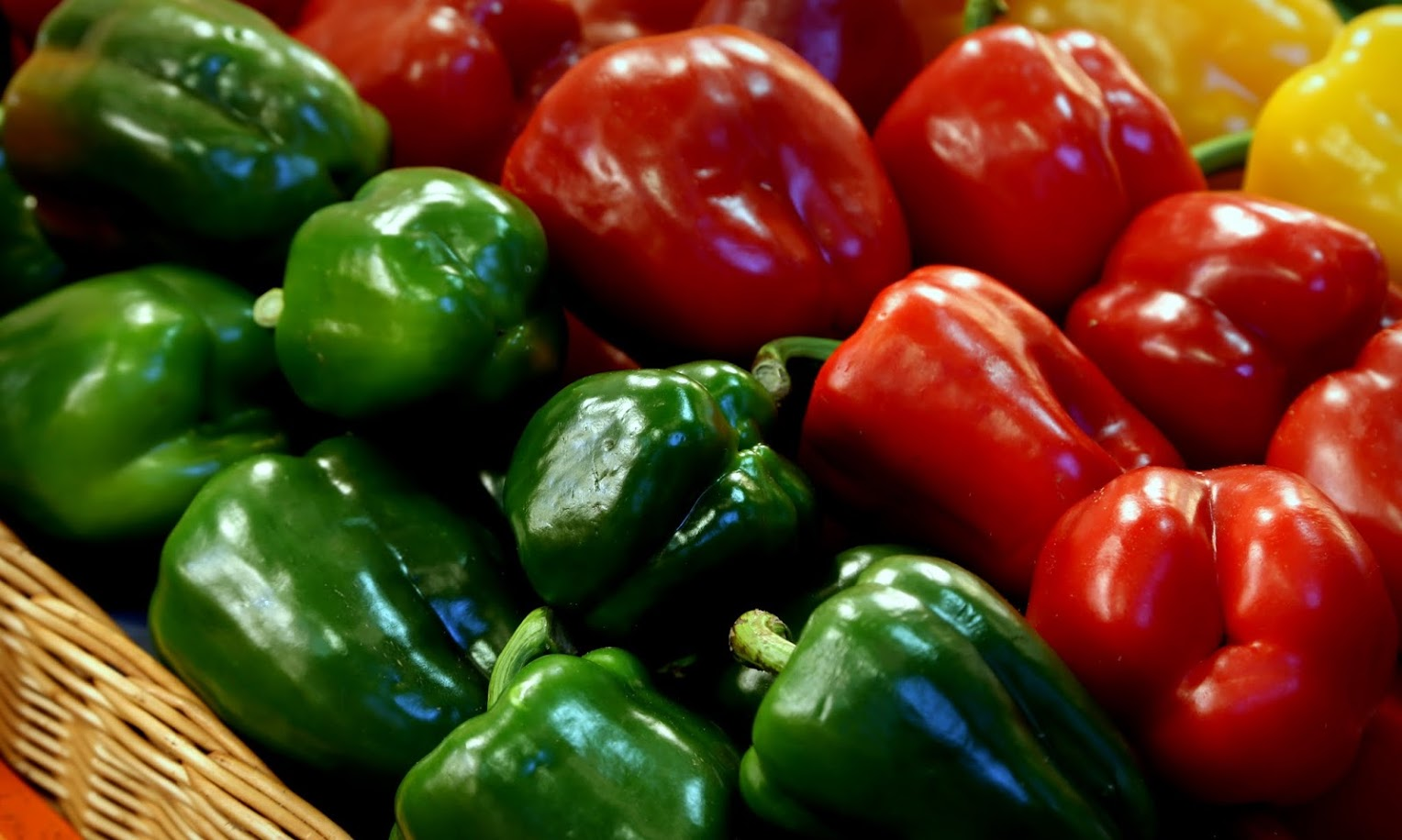
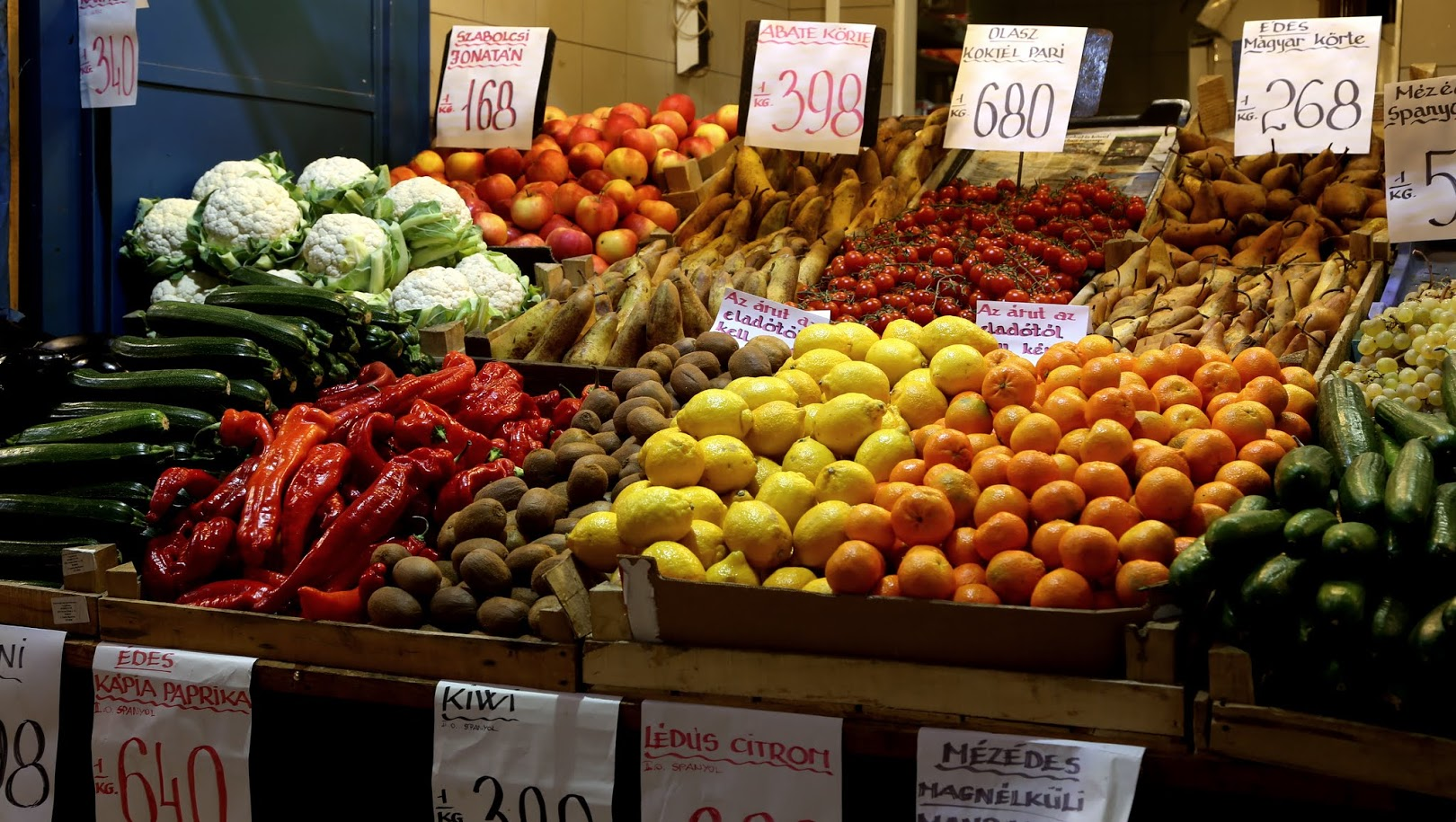
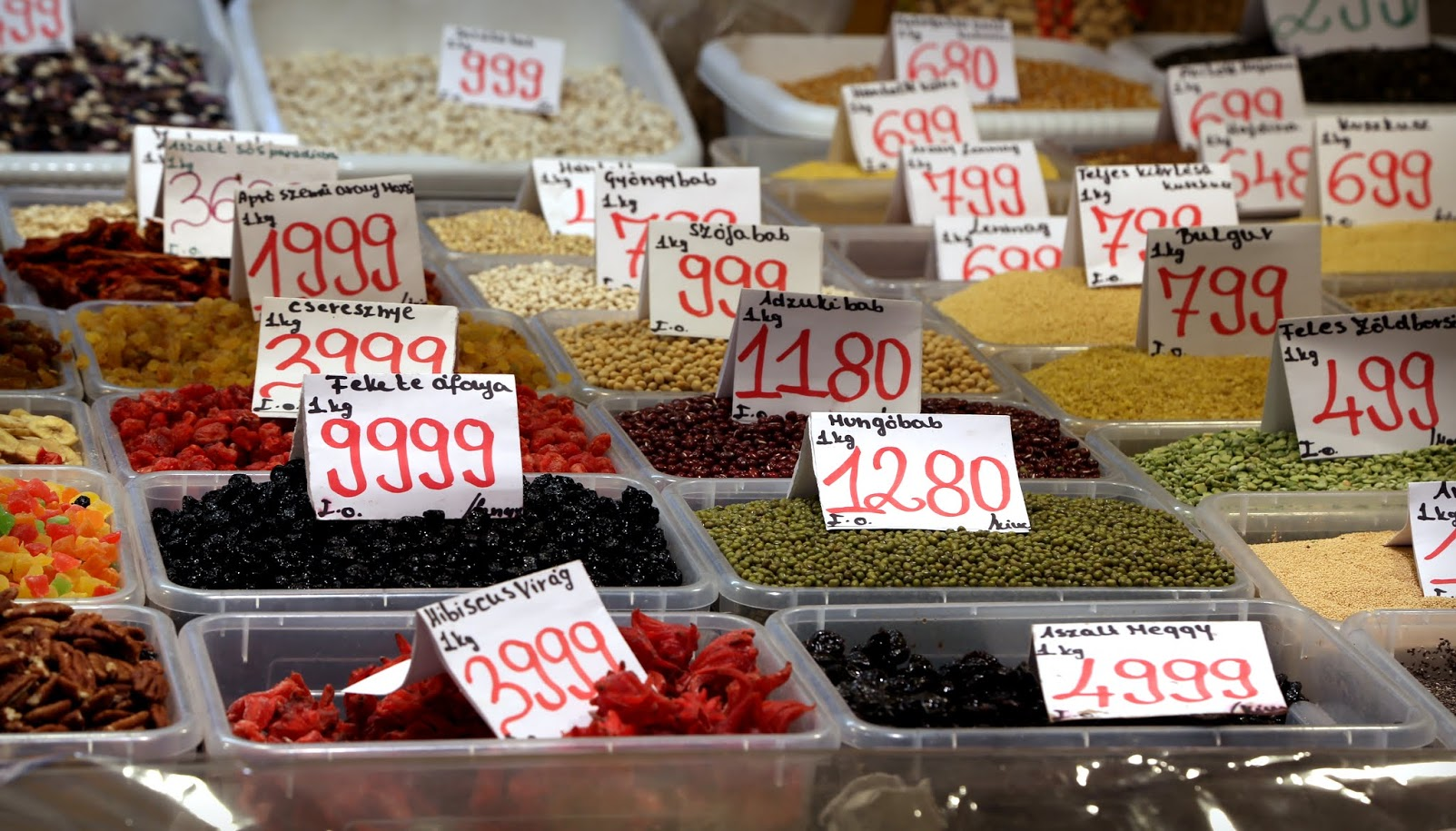
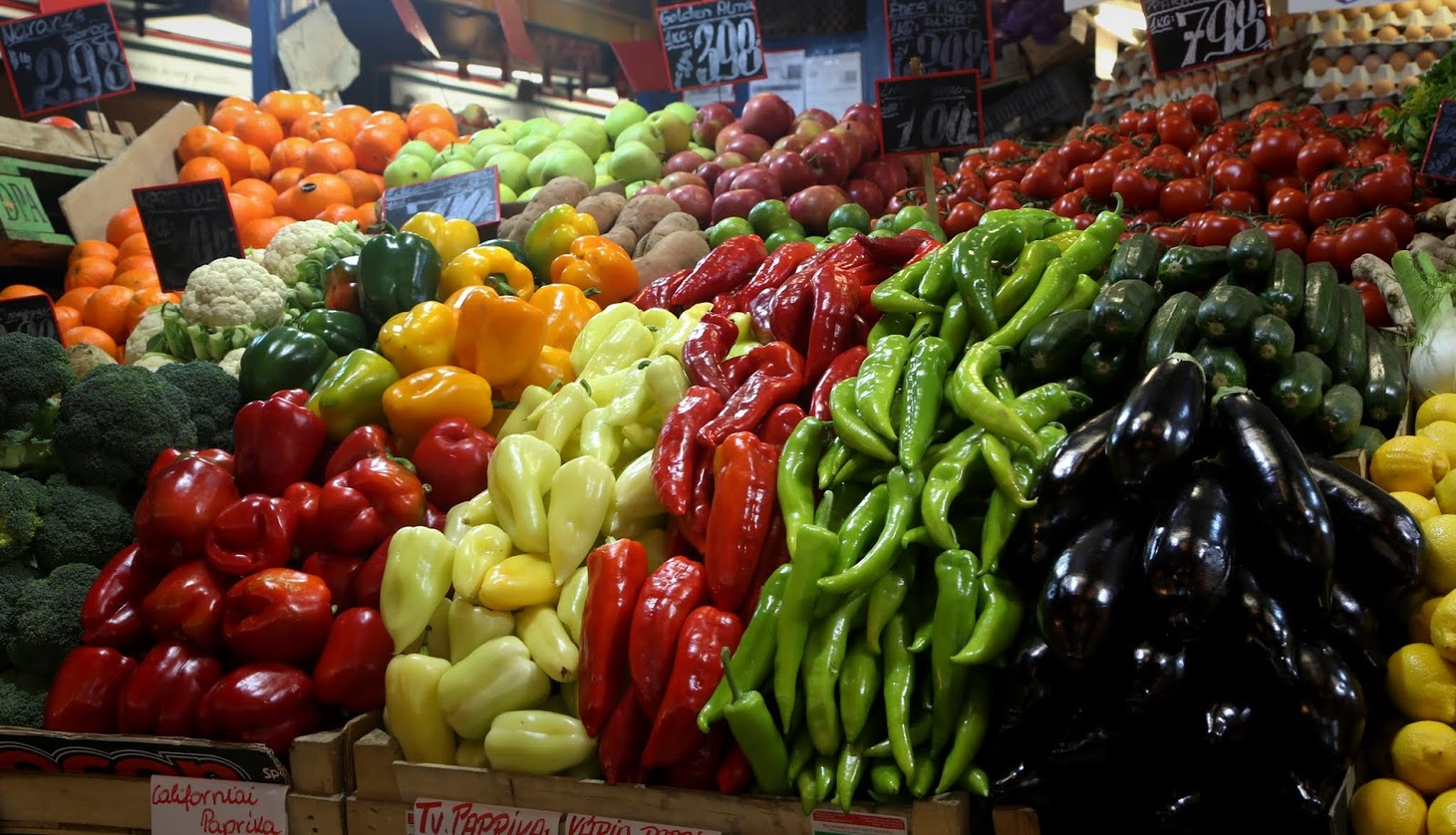
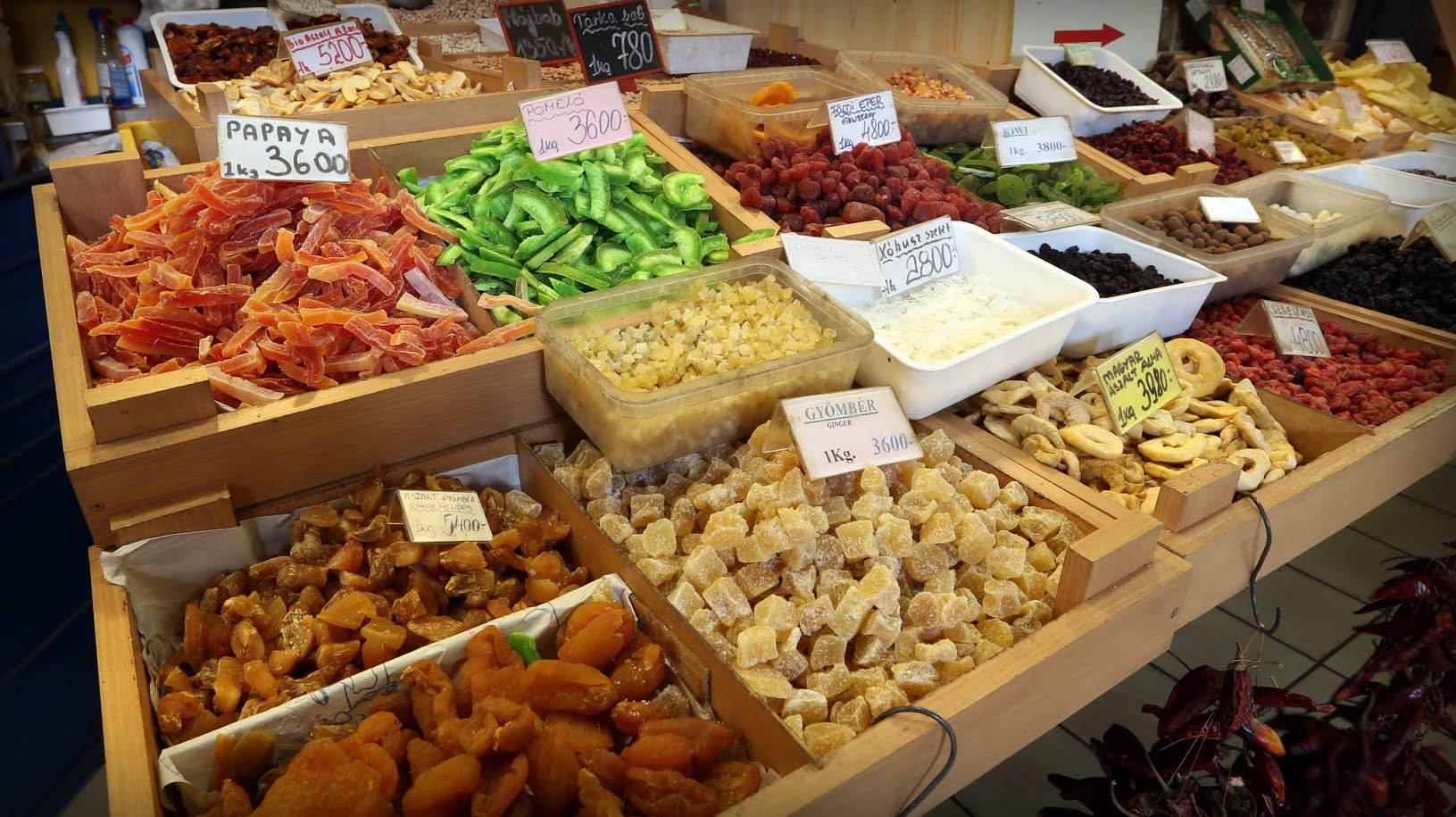
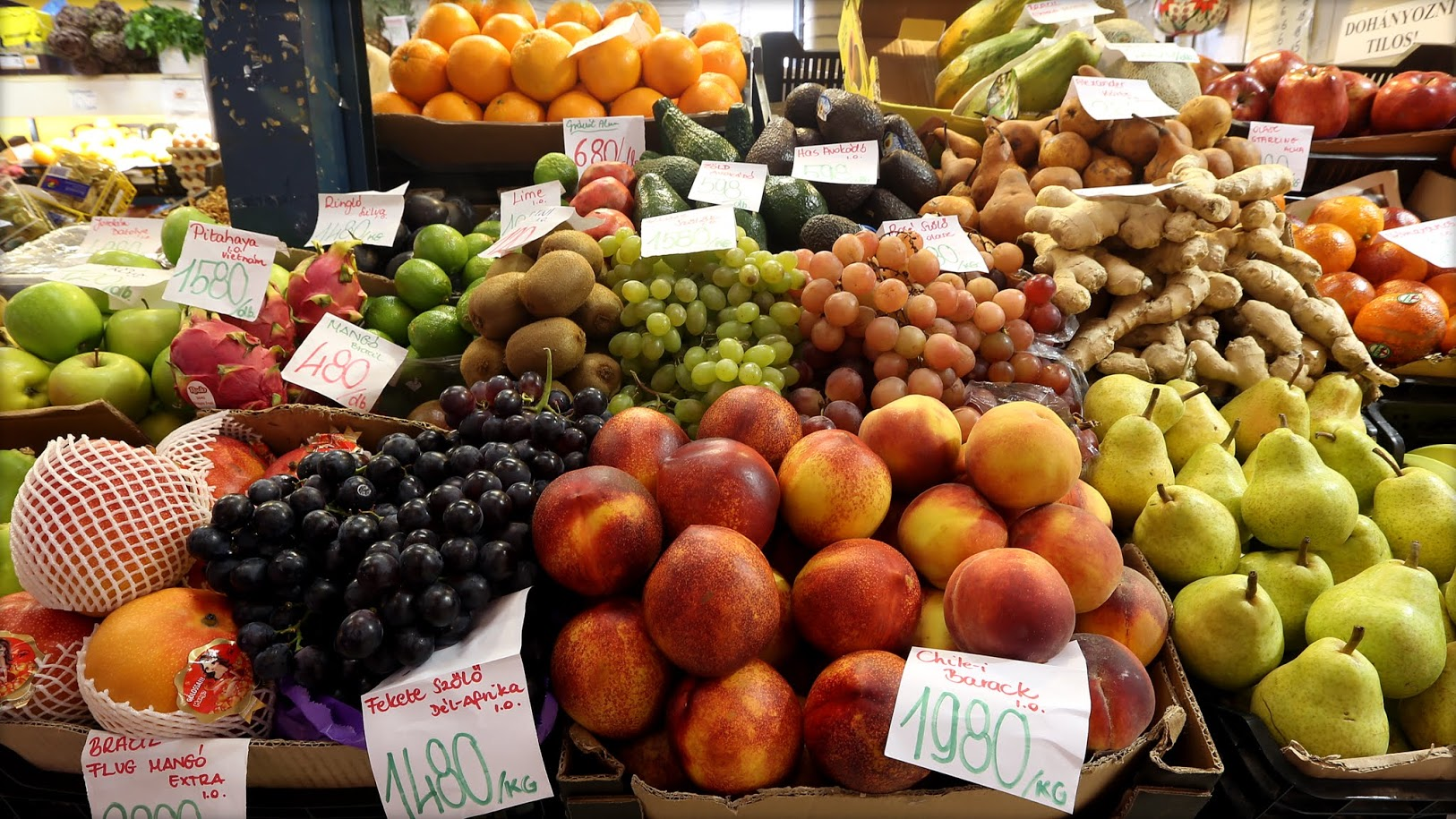
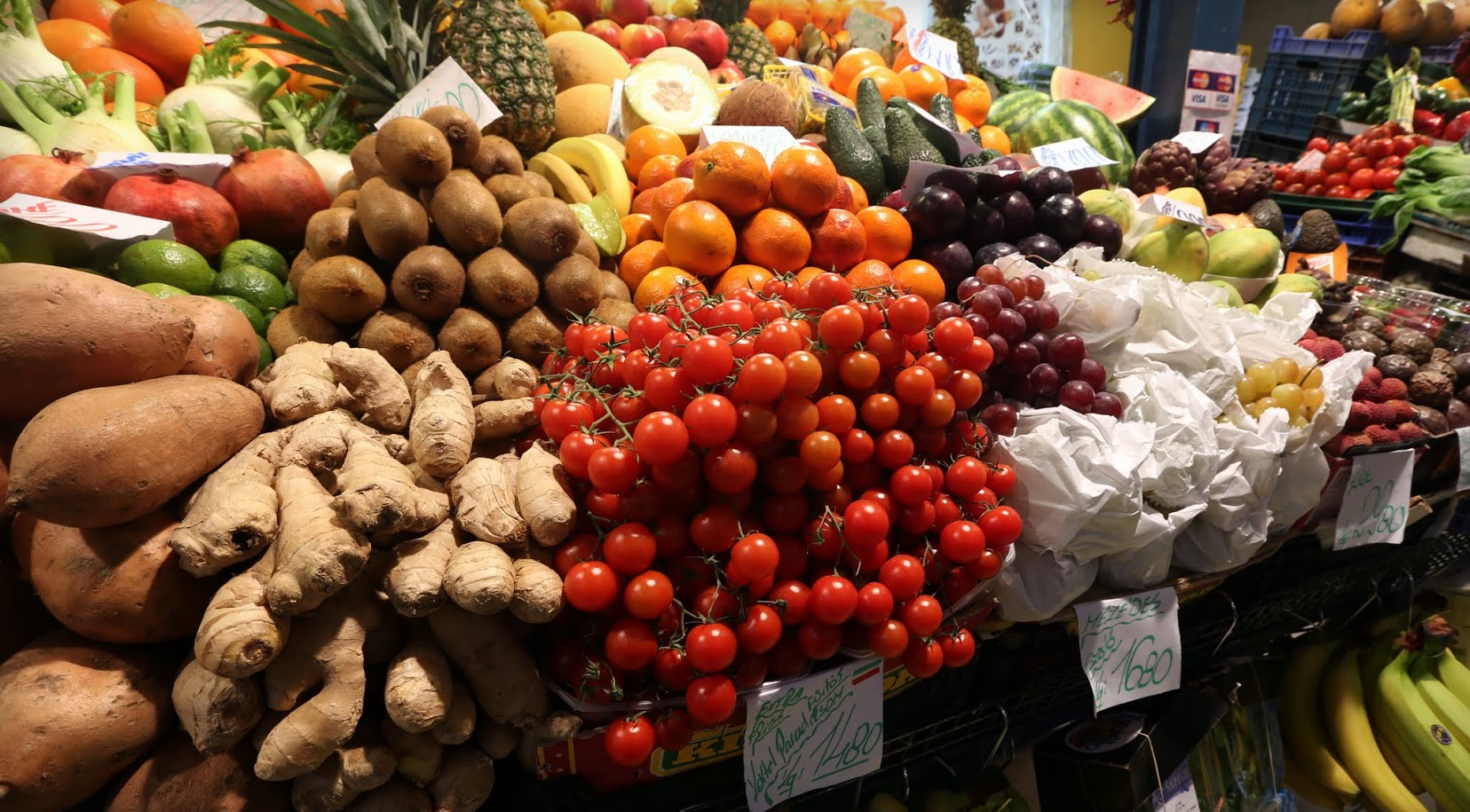
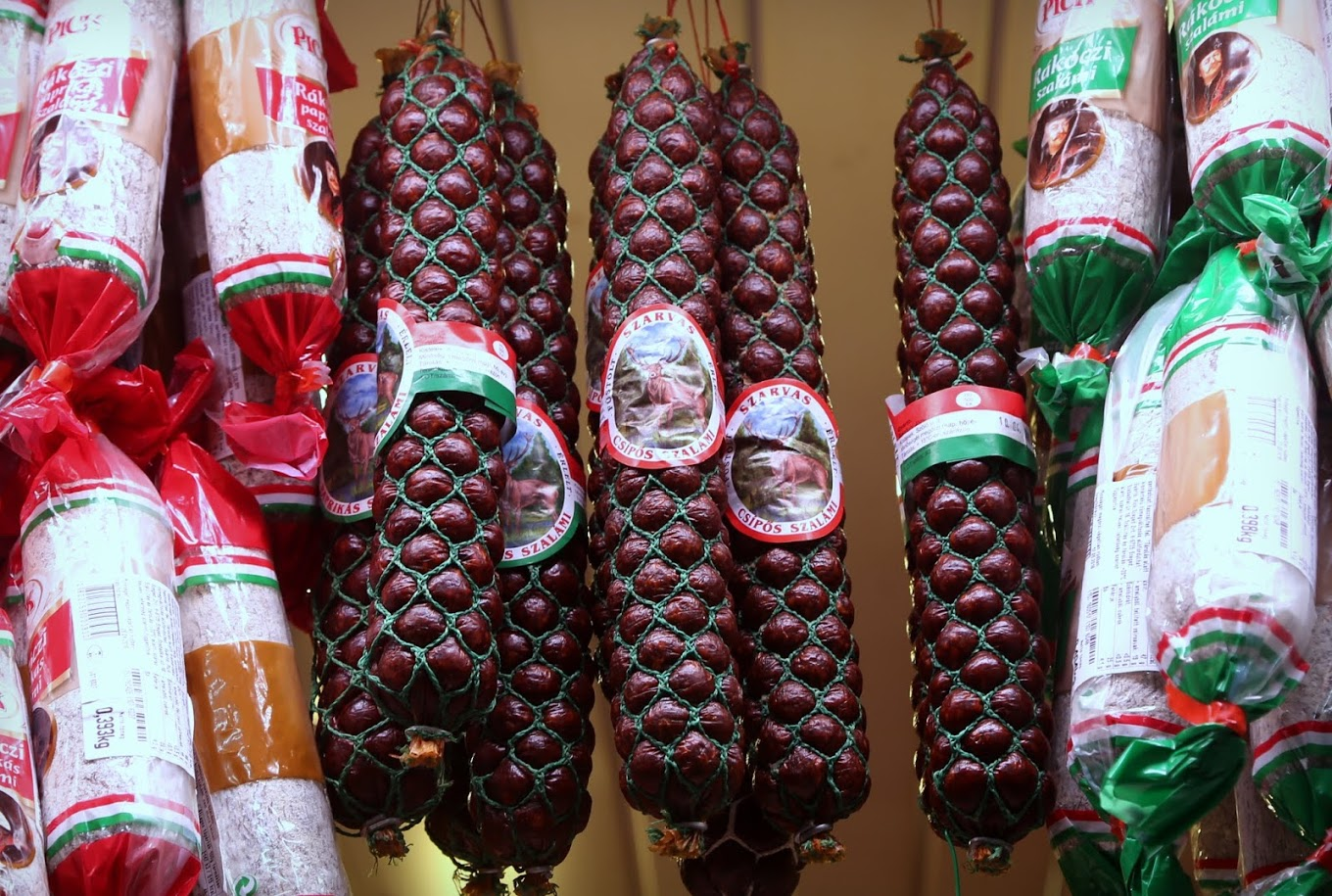
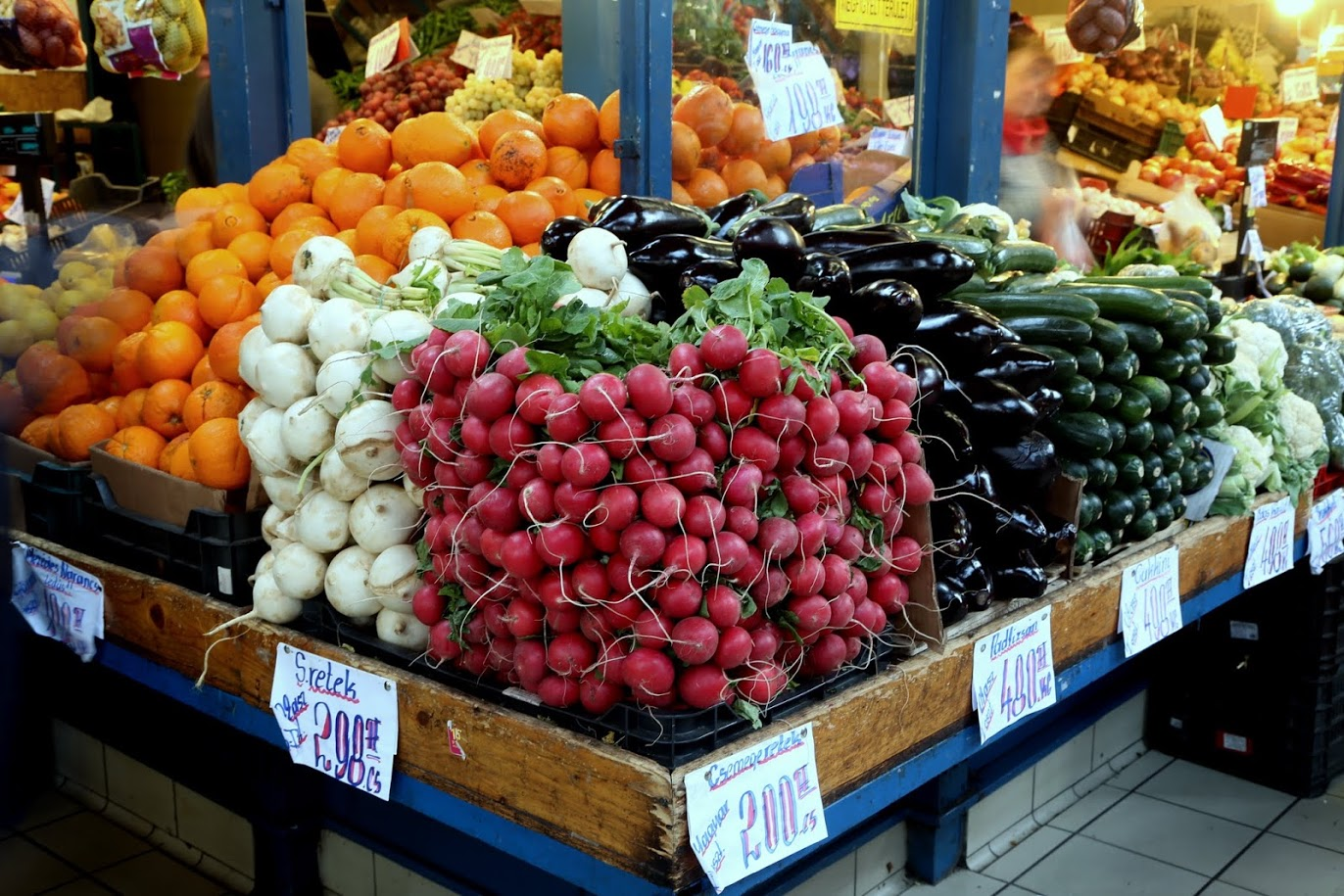